# Phyllosticta berberidis
Phyllosticta berberidis är en svampart som beskrevs av Westend. 1857. Phyllosticta berberidis ingår i släktet Phyllosticta och familjen Botryosphaeriaceae.   Inga underarter finns listade i Catalogue of Life.